# Hymenachne wombaliensis
Hymenachne wombaliensis là một loài thực vật có hoa trong họ Hòa thảo. Loài này được Vanderyst ex Robyns mô tả khoa học đầu tiên năm 1932.